# Maria da Conceição Évora
Maria da Conceição Évora (Tite, 17 de fevereiro de 1964) é uma política guineense, Ministra da Mulher, Família e Solidariedade Social da Guiné Bissau.

## Biografia
Dirigente do MADEM, exerceu há vários anos como jornalista na Radiodifusão Nacional da Guiné Bissau na qual desempenhou as funções da Diretora-geral da mesma de 1996 – 1999. De 2018/2019, Inspetora-geral da Juventude, Cultura e Desportos. Foi eleita em 2012 presidente do Atlético de Bissorã,sendo primeira mulher a dirigir um clube de futebol na Guiné Bissau. Desempenhou as funções da Diretora-geral dos Desportos, de 2017/2018. Foi secretária de Estado da Juventude e Desportos, em 2019. 